# Индо-тихоокеанский эумегист
Индо-тихоокеанский эумегист (лат. Eumegistus illustris) — вид лучепёрых рыб из семейства морских лещей. Максимальная длина тела 47 см. В спинном плавнике 33-35 мягких лучей. В анальном плавнике 24 мягких луча. Позвонков 17-23. Окрас от темно-коричневого до черного. Чешуя на теле и голове мягкая. Над глазами и позади глаз нет чешуи. Хвостовой плавник у молодых и молодых особей округлый, у взрослых раздвоенный. Обитают в Тихом океане: Окинава (острова Рюкю), Фиджи и Тувалу, Гавайи. А также в Индийском океане: запад часть экваториальной зоны. Обитают в открытом океане на глубине 1-520 м. Индо-тихоокеанский эумегист безвреден для людей, промысловой ценности не имеет. Охранный статус вида не определен.